# 응우옌쑤언오아인
응우옌쑤언오아인(베트남어: Nguyễn Xuân Oánh, 1921년 7월 14일 ~ 2003년 8월 29일)은 베트남의 정치인이다.
미국 하버드 대학교에서 경제학 박사 학위를 받았으며 세계 은행, 국제 통화 기금에서 근무했다. 1964년과 1965년에는 남베트남의 총리를 역임했고 베트남 전쟁 종전 이후에는 응우옌반린 총서기의 경제 고문 위원을 역임했다.